# Parotocinclus britskii
Parotocinclus britskii is een straalvinnige vissensoort uit de familie van de harnasmeervallen (Loricariidae). De wetenschappelijke naam van de soort is voor het eerst geldig gepubliceerd in 1974 door Boeseman.
De standaardlengte van dit visje is 2,5 cm. De typelocatie is een linkerzijrivier van de Coppename in Suriname (3°51'N, 56°55'W). Het dier komt voor in de rivieren van Venezuela vanaf de Orinoco, Guyana tot de Coppename en Nickerie in Suriname. Het is een bodembewoner van kleine boskreekjes met zanderige of modderige bodem tot een meter diep.